# Saison 2022 de la WTA
Cet article traite de la saison 2022 de tennis féminin. Pour la saison masculine, voir Saison 2022 de l'ATP.
Pour un article plus général, voir 2022 en tennis.
Vainqueurs des tournois majeurs
Cette page rassemble les résultats de la saison 2022 de tennis féminin ou WTA Tour 2022 qui est constituée de 79 tournois (jusqu'au 12 décembre 2022) répartis de la façon suivante :
- 75 sont organisés par la WTA :
  - les tournois WTA 1000 : au nombre de 8,
  - les tournois WTA 500, au nombre de 12,
  - les tournois WTA 250, au nombre de 30,
  - les tournois WTA 125, au nombre de 24,
  - le Masters ou WTA Tour Finals qui réunit les huit meilleures joueuses de la Race WTA en fin de saison,
- les 4 tournois du Grand Chelem.

À ces compétitions individuelles s'ajoute une compétition par équipes nationales organisée par l'ITF : la Coupe Billie Jean King.
Bianca Andreescu, Victoria Azarenka, Ashleigh Barty, Kim Clijsters, Simona Halep, Sofia Kenin, Angelique Kerber, Barbora Krejčíková, Svetlana Kuznetsova, Petra Kvitová, Garbiñe Muguruza, Naomi Osaka, Jeļena Ostapenko, Emma Raducanu, Sloane Stephens, Samantha Stosur, Iga Świątek, Serena Williams et Venus Williams sont les joueuses en activité au début de la saison qui ont remporté un tournoi du Grand Chelem. Se rajoute à cette liste Elena Rybakina, vainqueure de Wimbledon 2022.

## Nouveautés 2022
- Création du tournoi de Guadalajara en catégorie WTA 1000, en remplacement des tournois chinois (voir faits marquants).
- Première édition pour les tournois de Granby, de Tallinn, de Madras et de Tunisie en catégorie WTA 250.
- Première édition pour les tournois du Paris Racing, de Valence, de Gaiba, de Iași, de Bari, de Rouen, de Tampico et d' Andorre en catégorie WTA 125.
- Le tournoi de Corée est promu en catégorie WTA 250.
- Retour après 2 ans d'absence des tournois du Maroc, de Bois-le-Duc, du Japon et de Washington en catégorie WTA 250.
- Retour des tournois de San Diego et de Tokyo en catégorie WTA 500.
- Le Masters de tennis féminin se tient pour la première fois à Fort Worth (États-Unis)[1].

## Faits marquants
Le 1er décembre 2021, le président de la WTA, Steve Simon, annonce que tous les tournois prévus en Chine et à Hong Kong sont suspendus à partir de 2022, en raison de préoccupations concernant la sécurité et le bien-être de la joueuse de tennis chinoise Peng Shuai après ses allégations de relations sexuelles non-consenties avec Zhang Gaoli, membre de haut rang du Parti communiste chinois.
En raison de l'invasion de l'Ukraine par la Russie en février, les instances du tennis mondial, dont la WTA, décident le 1er mars d'annuler le tournoi de Moscou, de suspendre les équipes russe et biélorusse des compétitions par équipe et d'accepter la participation des joueuses russes et biélorusses aux tournois, mais pas sous leur nationalité.
En revanche, les instances dirigeantes britanniques du tennis décident de bannir les joueurs de Russie et de Biélorussie des tournois en Grande-Bretagne.
Iga Świątek est désignée joueuse de l'année le 12 décembre par la WTA.

## Classements

### Évolution du top 10
| Rang | Évolution          | Nom   | Points |
| ---- | ------------------ | ----- | ------ |
| 1    | Ashleigh Barty     | 7 582 |        |
| 2    | Aryna Sabalenka    | 7 255 |        |
| 3    | Garbiñe Muguruza   | 5 685 |        |
| 4    | Karolína Plíšková  | 5 135 |        |
| 5    | Barbora Krejčíková | 5 008 |        |
| 6    | María Sákkari      | 4 385 |        |
| 7    | Anett Kontaveit    | 4 351 |        |
| 8    | Paula Badosa       | 3 849 |        |
| 9    | Iga Świątek        | 3 786 |        |
| 10   | Ons Jabeur         | 3 455 |        |

| Rang | Évolution              | Nom   | Points |
| ---- | ---------------------- | ----- | ------ |
| 1    | Kateřina Siniaková     | 8 365 |        |
| 2    | Barbora Krejčíková     | 8 200 |        |
| 3    | Hsieh Su-wei           | 7 985 |        |
| 4    | Elise Mertens          | 7 495 |        |
| 5    | Shuko Aoyama           | 5 735 |        |
| 5    | Ena Shibahara          | 5 735 |        |
| 7    | Gabriela Dabrowski     | 5 355 |        |
| 8    | Zhang Shuai            | 4 990 |        |
| 9    | Darija Jurak Schreiber | 4 855 |        |
| 10   | Luisa Stefani          | 4 525 |        |

| Rang | Évolution       | Nom                  | Points |
| ---- | --------------- | -------------------- | ------ |
| 1    | en augmentation | Iga Świątek          | 11 085 |
| 2    | en augmentation | Ons Jabeur           | 5 055  |
| 3    | en augmentation | Jessica Pegula       | 4 691  |
| 4    | en augmentation | Caroline Garcia      | 4 375  |
| 5    | en diminution   | Aryna Sabalenka      | 3 925  |
| 6    | en stagnation   | María Sákkari        | 3 871  |
| 7    | en augmentation | Coco Gauff           | 3 646  |
| 8    | en augmentation | Daria Kasatkina      | 3 435  |
| 9    | en augmentation | Veronika Kudermetova | 2 795  |
| 10   | en augmentation | Simona Halep         | 2 661  |

| Rang | Évolution       | Nom                  | Points |
| ---- | --------------- | -------------------- | ------ |
| 1    | en stagnation   | Kateřina Siniaková   | 6 890  |
| 2    | en augmentation | Veronika Kudermetova | 6 035  |
| 3    | en diminution   | Barbora Krejčíková   | 5 937  |
| 4    | en augmentation | Coco Gauff           | 5 360  |
| 5    | en diminution   | Elise Mertens        | 5 310  |
| 6    | en augmentation | Jessica Pegula       | 5 160  |
| 7    | en stagnation   | Gabriela Dabrowski   | 4 740  |
| 8    | en augmentation | Giuliana Olmos       | 4 650  |
| 9    | en augmentation | Lyudmyla Kichenok    | 4 300  |
| 10   | en augmentation | Storm Sanders        | 4 265  |

### Résultat des gains en tournoi
| #  | Joueuse         | Pays       | Simple      | Double    | Mixte    | Total       |
| -- | --------------- | ---------- | ----------- | --------- | -------- | ----------- |
| 1  | Iga Świątek     | Pologne    | 9 875 525 $ | $         | $        | 9 875 525 $ |
| 2  | Ons Jabeur      | Tunisie    | 4 976 594 $ | 20,475 $  | $        | 4 997 067 $ |
| 3  | Caroline Garcia | France     | 3 353 354 $ | 375,963 $ | $        | 3 729 317 $ |
| 4  | Elena Rybakina  | Kazakhstan | 3 570 968 $ | 42,472 $  | $        | 3 613 440 $ |
| 5  | Jessica Pegula  | États-Unis | 3 165 252 $ | 434,293 $ | 12,171 $ | 3 611 716 $ |
| 6  | Coco Gauff      | États-Unis | 2 541 338 $ | 490,618 $ | 19,997 $ | 3 051 953 $ |
| 7  | María Sákkari   | Grèce      | 2 464 204 $ | 17,215 $  | $        | 2 481 320 $ |
| 8  | Aryna Sabalenka |            | 2 431 495 $ | 29,825 $  | $        | 2 461 320 $ |
| 9  | Ashleigh Barty  | Australie  | 2 271 220 $ | 18,100 $  | $        | 2 289 320 $ |
| 10 | Simona Halep    | Roumanie   | 2 240 117 $ | 13,080 $  | $        | 2 253 197 $ |

Source : Classement des gains en tournoi en 2022 sur le site tennis365.com

## Palmarès
| Grand Chelem     |
| Jeux olympiques  |
| WTA Finals       |
| WTA Elite Trophy |
| Tournoi WTA 1000 |
| Tournoi WTA 500  |
| Tournoi WTA 250  |
| Tournoi WTA 125  |

### Simple
Sur la base de la publication WTA du 17/10/2022.

| No | Date       | Nom et lieu du tournoi                                 | Catégorie | Dotation    | Surface      | Vainqueure                 | Finaliste              | Score            |         |
| -- | ---------- | ------------------------------------------------------ | --------- | ----------- | ------------ | -------------------------- | ---------------------- | ---------------- | ------- |
| 1  | 03/01/2022 | Adélaïde International 1, Adélaïde                     | WTA 500   | 703 580 $   | Dur (ext.)   | Ashleigh Barty             | Elena Rybakina         | 6-3, 6-2         | Tableau |
| 2  | 04/01/2022 | Melbourne Summer Set 1, Melbourne                      | WTA 250   | 239 477 $   | Dur (ext.)   | Simona Halep               | Veronika Kudermetova   | 6-2, 6-3         | Tableau |
| 3  | 04/01/2022 | Melbourne Summer Set 2, Melbourne                      | WTA 250   | 239 477 $   | Dur (ext.)   | Amanda Anisimova           | Aliaksandra Sasnovich  | 7-5, 1-6, 6-4    | Tableau |
| 4  | 10/01/2022 | Sydney Tennis Classic, Sydney                          | WTA 500   | 703 580 $   | Dur (ext.)   | Paula Badosa               | Barbora Krejčíková     | 6-3, 4-6, 7-64   | Tableau |
| 5  | 10/01/2022 | Adélaïde International 2, Adélaïde                     | WTA 250   | 239 477 $   | Dur (ext.)   | Madison Keys               | Alison Riske           | 6-1, 6-2         | Tableau |
| 6  | 17/01/2022 | Australian Open, Melbourne                             | G. Chelem | NC          | Dur (ext.)   | Ashleigh Barty             | Danielle Collins       | 6-3, 7-62        | Tableau |
| 7  | 07/02/2022 | St Petersburg Ladies Trophy, Saint-Pétersbourg         | WTA 500   | 703 580 $   | Dur (int.)   | Anett Kontaveit            | María Sákkari          | 5-7, 7-64, 7-5   | Tableau |
| 8  | 14/02/2022 | Dubaï Duty Free Tennis Championships, Dubaï            | WTA 500   | 703 580 $   | Dur (ext.)   | Jeļena Ostapenko           | Veronika Kudermetova   | 6-0, 6-4         | Tableau |
| 9  | 20/02/2022 | Qatar TotalEnergies Open, Doha                         | WTA 1000  | 2 331 698 $ | Dur (ext.)   | Iga Świątek                | Anett Kontaveit        | 6-2, 6-0         | Tableau |
| 10 | 21/02/2022 | Abierto Akron Zapopan, Guadalajara                     | WTA 250   | 239 477 $   | Dur (ext.)   | Sloane Stephens            | Marie Bouzková         | 7-5, 1-6, 6-2    | Tableau |
| 11 | 28/02/2022 | Abierto GNP Seguros, Monterrey                         | WTA 250   | 239 477 $   | Dur (ext.)   | Leylah Fernandez           | Camila Osorio          | 65-7, 6-4, 7-63  | Tableau |
| 12 | 28/02/2022 | Open 6e sens Métropole de Lyon, Lyon                   | WTA 250   | 239 477 $   | Dur (int.)   | Zhang Shuai                | Dayana Yastremska      | 3-6, 6-3, 6-4    | Tableau |
| 13 | 09/03/2022 | BNP Paribas Open, Indian Wells                         | WTA 1000  | 8 369 455 $ | Dur (ext.)   | Iga Świątek                | María Sákkari          | 6-4, 6-1         | Tableau |
| 14 | 22/03/2022 | Miami Open presented by Itaú, Miami                    | WTA 1000  | 8 369 455 $ | Dur (ext.)   | Iga Świątek                | Naomi Osaka            | 6-4, 6-0         | Tableau |
| 15 | 28/03/2022 | AnyTech 365 Andalucia Open, Marbella                   | WTA 125   | 115 000 $   | Terre (ext.) | Mayar Sherif               | Tamara Korpatsch       | 7-61, 6-4        | Tableau |
| 16 | 04/04/2022 | Credit One Charleston Open, Charleston                 | WTA 500   | 888 636 $   | Terre (ext.) | Belinda Bencic             | Ons Jabeur             | 6-1, 5-7, 6-4    | Tableau |
| 17 | 04/04/2022 | Copa Colsanitas presentado por Zurich, Bogota          | WTA 250   | 239 477 $   | Terre (ext.) | Tatjana Maria              | Laura Pigossi          | 6-3, 4-6, 6-2    | Tableau |
| 18 | 18/04/2022 | Porsche Tennis Grand Prix, Stuttgart                   | WTA 500   | 757 900 $   | Terre (int.) | Iga Świątek                | Aryna Sabalenka        | 6-2, 6-2         | Tableau |
| 19 | 18/04/2022 | TEB BNP Paribas Tennis Championship Istanbul, Istanbul | WTA 250   | 239 477 $   | Terre (ext.) | Anastasia Potapova         | Veronika Kudermetova   | 6-3, 6-1         | Tableau |
| 20 | 28/04/2022 | Mutua Madrid Open, Madrid                              | WTA 1000  | 6 575 560 $ | Terre (ext.) | Ons Jabeur                 | Jessica Pegula         | 7-5, 0-6, 6-2    | Tableau |
| 21 | 02/05/2022 | Open 35 de Saint-Malo, Saint-Malo                      | WTA 125   | 115 000 $   | Terre (ext.) | Beatriz Haddad Maia        | Anna Blinkova          | 7-63, 6-3        | Tableau |
| 22 | 09/05/2022 | Trophée Lagardère, Paris                               | WTA 125   | 115 000 $   | Terre (ext.) | Claire Liu                 | Beatriz Haddad Maia    | 6-3, 6-4         | Tableau |
| 23 | 09/05/2022 | Internazionali BNL d'Italia, Rome                      | WTA 1000  | 2 527 250 $ | Terre (ext.) | Iga Świątek                | Ons Jabeur             | 6-2, 6-2         | Tableau |
| 24 | 10/05/2022 | Karlsruhe Open, Karlsruhe                              | WTA 125   | 115 000 $   | Terre (ext.) | Mayar Sherif               | Bernarda Pera          | 6-2, 6-4         | Tableau |
| 25 | 15/05/2022 | Internationaux de Strasbourg, Strasbourg               | WTA 250   | 251 750 $   | Terre (ext.) | Angelique Kerber           | Kaja Juvan             | 7-65, 60-7, 7-65 | Tableau |
| 26 | 15/05/2022 | Grand Prix SAR La Princesse Lalla Meryem, Rabat        | WTA 250   | 251 750 $   | Terre (ext.) | Martina Trevisan           | Claire Liu             | 6-2, 6-1         | Tableau |
| 27 | 22/05/2022 | Roland-Garros, Paris                                   | G. Chelem | NC          | Terre (ext.) | Iga Świątek                | Coco Gauff             | 6-1, 6-3         | Tableau |
| 28 | 31/05/2022 | Makarska International Championships, Makarska         | WTA 125   | 115 000 $   | Terre (ext.) | Jule Niemeier              | Elisabetta Cocciaretto | 7-5, 6-1         | Tableau |
| 29 | 06/06/2022 | BBVA Open Internacional de Valencia, Valence           | WTA 125   | 115 000 $   | Terre (ext.) | Zheng Qinwen               | Wang Xiyu              | 6-4, 4-6, 6-3    | Tableau |
| 30 | 06/06/2022 | Libema Open, Bois-le-Duc                               | WTA 250   | 251 750 $   | Gazon (ext.) | Ekaterina Alexandrova      | Aryna Sabalenka        | 7-5, 6-0         | Tableau |
| 31 | 06/06/2022 | Rothesay Open Nottingham, Nottingham                   | WTA 250   | 251 750 $   | Gazon (ext.) | Beatriz Haddad Maia        | Alison Riske           | 6-4, 1-6, 6-3    | Tableau |
| 32 | 13/06/2022 | Rothesay Classic Birmingham, Birmingham                | WTA 250   | 251 750 $   | Gazon (ext.) | Beatriz Haddad Maia        | Zhang Shuai            | 5-4 ab.          | Tableau |
| 33 | 13/06/2022 | Bett1Open, Berlin                                      | WTA 500   | 757 900 $   | Gazon (ext.) | Ons Jabeur                 | Belinda Bencic         | 6-3, 2-1 ab.     | Tableau |
| 34 | 13/06/2022 | Veneto Open Internazionali, Gaiba                      | WTA 125   | 115 000 $   | Gazon (ext.) | Alison Van Uytvanck        | Sara Errani            | 6-4, 6-3         | Tableau |
| 35 | 19/06/2022 | Rothesay International Eastbourne, Eastbourne          | WTA 500   | 757 900 $   | Gazon (ext.) | Petra Kvitová              | Jeļena Ostapenko       | 6-3, 6-2         | Tableau |
| 36 | 19/06/2022 | Bad Homburg Open by Engel & Völkers, Bad Homburg       | WTA 250   | 251 750 $   | Gazon (ext.) | Caroline Garcia            | Bianca Andreescu       | 65-7, 6-4, 6-4   | Tableau |
| 37 | 27/06/2022 | The Championships, Wimbledon                           | G. Chelem | NC          | Gazon (ext.) | Elena Rybakina             | Ons Jabeur             | 3-6, 6-2, 6-2    | Tableau |
| 38 | 04/07/2022 | Nordea Open, Båstad                                    | WTA 125   | 115 000 $   | Terre (ext.) | Jang Su-jeong              | Rebeka Masarova        | 3-6, 6-3, 6-1    | Tableau |
| 39 | 04/07/2022 | Grand Est Open 88, Contrexéville                       | WTA 125   | 115 000 $   | Terre (ext.) | Sara Errani                | Dalma Gálfi            | 6-4, 1-6, 7-64   | Tableau |
| 40 | 11/07/2022 | Ladies Open Lausanne, Lausanne                         | WTA 250   | 251 750 $   | Terre (ext.) | Petra Martić               | Olga Danilović         | 6-4, 6-2         | Tableau |
| 41 | 11/07/2022 | Hungarian Grand Prix, Budapest                         | WTA 250   | 251 750 $   | Terre (ext.) | Bernarda Pera              | Aleksandra Krunić      | 6-3, 6-3         | Tableau |
| 42 | 17/07/2022 | Hamburg European Open, Hambourg                        | WTA 250   | 251 750 $   | Terre (ext.) | Bernarda Pera              | Anett Kontaveit        | 6-2, 6-4         | Tableau |
| 43 | 18/07/2022 | 33rd Palermo Ladies Open, Palerme                      | WTA 250   | 251 750 $   | Terre (ext.) | Irina-Camelia Begu         | Lucia Bronzetti        | 6-2, 6-2         | Tableau |
| 44 | 25/07/2022 | BNP Paribas Poland Open, Varsovie                      | WTA 250   | 251 750 $   | Terre (ext.) | Caroline Garcia            | Ana Bogdan             | 6-4, 6-1         | Tableau |
| 45 | 25/07/2022 | Livesport Prague Open 2022, Prague                     | WTA 250   | 251 750 $   | Dur (ext.)   | Marie Bouzková             | Anastasia Potapova     | 6-0, 6-3         | Tableau |
| 46 | 01/08/2022 | BCR Iași Open, Iași                                    | WTA 125   | 115 000 $   | Terre (ext.) | Ana Bogdan                 | Panna Udvardy          | 6-2, 3-6, 6-1    | Tableau |
| 47 | 01/08/2022 | Mubadala Silicon Valley Classic, San José              | WTA 500   | 757 900 $   | Dur (ext.)   | Daria Kasatkina            | Shelby Rogers          | 62-7, 6-1, 6-2   | Tableau |
| 48 | 01/08/2022 | Citi Open, Washington                                  | WTA 250   | 251 750 $   | Dur (ext.)   | Liudmila Samsonova         | Kaia Kanepi            | 4-6, 6-3, 6-3    | Tableau |
| 49 | 08/08/2022 | Thoreau Tennis Open 125, Concord                       | WTA 125   | 115 000 $   | Dur (ext.)   | Coco Vandeweghe            | Bernarda Pera          | 6-3, 5-7, 6-4    | Tableau |
| 50 | 08/08/2022 | National Bank Open Presented by Rogers, Toronto        | WTA 1000  | 2 527 250 $ | Dur (ext.)   | Simona Halep               | Beatriz Haddad Maia    | 6-3, 2-6, 6-3    | Tableau |
| 51 | 14/08/2022 | Odlum Brown VanOpen, Vancouver                         | WTA 125   | 115 000 $   | Dur (ext.)   | Valentíni Grammatikopoúlou | Lucia Bronzetti        | 6-2, 6-4         | Tableau |
| 52 | 15/08/2022 | Western & Southern Open, Cincinnati                    | WTA 1000  | 2 527 250 $ | Dur (ext.)   | Caroline Garcia            | Petra Kvitová          | 6-2, 6-4         | Tableau |
| 53 | 21/08/2022 | Tennis in the Land, Cleveland                          | WTA 250   | 251 750 $   | Dur (ext.)   | Liudmila Samsonova         | Aliaksandra Sasnovich  | 6-1, 6-3         | Tableau |
| 54 | 21/08/2022 | Championnats Banque Nationale de Granby, Granby        | WTA 250   | 251 750 $   | Dur (ext.)   | Daria Kasatkina            | Daria Saville          | 6-4, 6-4         | Tableau |
| 55 | 29/08/2022 | US Open, Flushing Meadows                              | G. Chelem | NC          | Dur (ext.)   | Iga Świątek                | Ons Jabeur             | 6-2, 7-65        | Tableau |
| 56 | 05/09/2022 | Open delle Puglie, Bari                                | WTA 125   | 115 000 $   | Terre (ext.) | Julia Grabher              | Nuria Brancaccio       | 6-4, 6-2         | Tableau |
| 57 | 12/09/2022 | Zavarovalnica Sava Portorož, Portorož                  | WTA 250   | 251 750 $   | Dur (ext.)   | Kateřina Siniaková         | Elena Rybakina         | 64-7, 7-65, 6-4  | Tableau |
| 58 | 12/09/2022 | Chennai Open, Chennai                                  | WTA 250   | 251 750 $   | Dur (ext.)   | Linda Fruhvirtová          | Magda Linette          | 4-6, 6-3, 6-4    | Tableau |
| 59 | 12/09/2022 | Tiriac Foundation Trophy, Bucarest                     | WTA 125   | 115 000 $   | Terre (ext.) | Irina-Camelia Begu         | Réka Luca Jani         | 6-3, 6-3         | Tableau |
| 60 | 19/09/2022 | Budapest Open 125, Budapest                            | WTA 125   | 115 000 $   | Terre (ext.) | Tamara Korpatsch           | Viktoriya Tomova       | 7-63, 64-7, 6-0  | Tableau |
| 61 | 19/09/2022 | Toray Pan Pacific Open, Tokyo                          | WTA 500   | 757 900 $   | Dur (ext.)   | Liudmila Samsonova         | Zheng Qinwen           | 7-5, 7-5         | Tableau |
| 62 | 19/09/2022 | Hana Bank Korea Open, Séoul                            | WTA 250   | 251 750 $   | Dur (ext.)   | Ekaterina Alexandrova      | Jeļena Ostapenko       | 7-64, 6-0        | Tableau |
| 63 | 26/09/2022 | Parma Ladies Open, Parme                               | WTA 250   | 251 750 $   | Terre (ext.) | Mayar Sherif               | María Sákkari          | 7-5, 6-3         | Tableau |
| 64 | 26/09/2022 | Tallinn Open, Tallinn                                  | WTA 250   | 251 750 $   | Dur (int.)   | Barbora Krejčíková         | Anett Kontaveit        | 6-2, 6-3         | Tableau |
| 65 | 03/10/2022 | Agel Open 2022, Ostrava                                | WTA 500   | 757 900 $   | Dur (int.)   | Barbora Krejčíková         | Iga Świątek            | 5-7, 7-64, 6-3   | Tableau |
| 66 | 03/10/2022 | Jasmin Open Monastir, Monastir                         | WTA 250   | 251 750 $   | Dur (ext.)   | Elise Mertens              | Alizé Cornet           | 6-2, 6-0         | Tableau |
| 67 | 10/10/2022 | San Diego Open, San Diego                              | WTA 500   | 757 900 $   | Dur (ext.)   | Iga Świątek                | Donna Vekić            | 6-3, 3-6, 6-0    | Tableau |
| 68 | 10/10/2022 | Transylvania Open, Cluj-Napoca                         | WTA 250   | 251 750 $   | Dur (int.)   | Anna Blinkova              | Jasmine Paolini        | 6-2, 3-6, 6-2    | Tableau |
| 69 | 17/10/2022 | Guadalajara Open Akron, Guadalajara                    | WTA 1000  | 2 527 250 $ | Dur (int.)   | Jessica Pegula             | María Sákkari          | 6-2, 6-3         | Tableau |
| 70 | 17/10/2022 | Open de Rouen Capfinances, Rouen                       | WTA 125   | 115 000 $   | Dur (int.)   | Maryna Zanevska            | Viktorija Golubic      | 7-66, 6-1        | Tableau |
| 71 | 24/10/2022 | Abierto Tampico, Tampico                               | WTA 125   | 115 000 $   | Dur (ext.)   | Elisabetta Cocciaretto     | Magda Linette          | 7-65, 4-6, 6-1   | Tableau |
| 72 | 31/10/2022 | Dow Tennis Classic, Midland                            | WTA 125   | 115 000 $   | Dur (int.)   | Caty McNally               | Anna-Lena Friedsam     | 6-3, 6-2         | Tableau |
| 73 | 31/10/2022 | WTA Finals Fort Worth, Fort Worth                      | Masters   | 5 000 000 $ | Dur (ext.)   | Caroline Garcia            | Aryna Sabalenka        | 7-64, 6-4        | Tableau |
| 74 | 07/11/2022 | LP Chile Colina Open, Colina                           | WTA 125   | 115 000 $   | Terre (ext.) | Mayar Sherif               | Kateryna Baindl        | 3-6, 7-63, 7-5   | Tableau |
| 75 | 15/11/2022 | Buenos Aires Open, Buenos Aires                        | WTA 125   | 115 000 $   | Terre (ext.) | Panna Udvardy              | Danka Kovinić          | 6-4, 6-1         | Tableau |
| 76 | 22/11/2022 | Montevideo Open, Montevideo                            | WTA 125   | 115 000 $   | Terre (ext.) | Diana Shnaider             | Léolia Jeanjean        | 6-4, 6-4         | Tableau |
| 77 | 28/11/2022 | Crèdit Andorrà Open, Andorre-la-Vieille                | WTA 125   | 115 000 $   | Dur (int.)   | Alycia Parks               | Rebecca Peterson       | 6-1, 6-4         | Tableau |
| 78 | 05/12/2022 | Open Angers Arena Loire, Angers                        | WTA 125   | 115 000 $   | Dur (int.)   | Alycia Parks               | Anna-Lena Friedsam     | 6-4, 4-6, 6-4    | Tableau |
| 79 | 11/12/2022 | Open BLS de Limoges, Limoges                           | WTA 125   | 115 000 $   | Dur (int.)   | Anhelina Kalinina          | Clara Tauson           | 6-3, 5-7, 6-4    | Tableau |

### Double
| No | Date       | Nom et lieu du tournoi                                | Catégorie | Dotation    | Surface      | Vainqueures                                   | Finalistes                               | Score              |         |
| -- | ---------- | ----------------------------------------------------- | --------- | ----------- | ------------ | --------------------------------------------- | ---------------------------------------- | ------------------ | ------- |
| 1  | 03/01/2022 | Adélaïde International 1 Adélaïde                     | WTA 500   | 703 580 $   | Dur (ext.)   | Ashleigh Barty Storm Sanders                  | Darija Jurak Andreja Klepač              | 6-1, 6-4           | Tableau |
| 2  | 04/01/2022 | Melbourne Summer Set 1 Melbourne                      | WTA 250   | 239 477 $   | Dur (ext.)   | Asia Muhammad Jessica Pegula                  | Sara Errani Jasmine Paolini              | 6-3, 6-1           | Tableau |
| 3  | 04/01/2022 | Melbourne Summer Set 2 Melbourne                      | WTA 250   | 239 477 $   | Dur (ext.)   | Bernarda Pera Kateřina Siniaková              | Tereza Martincová Mayar Sherif           | 6-2, 67-7, [10-5]  | Tableau |
| 4  | 10/01/2022 | Sydney Tennis Classic Sydney                          | WTA 500   | 703 580 $   | Dur (ext.)   | Anna Danilina Beatriz Haddad Maia             | Vivian Heisen Panna Udvardy              | 4-6, 7-5, [10-8]   | Tableau |
| 5  | 10/01/2022 | Adélaïde International 2 Adélaïde                     | WTA 250   | 239 477 $   | Dur (ext.)   | Eri Hozumi Makoto Ninomiya                    | Tereza Martincová Markéta Vondroušová    | 1-6, 7-64, [10-7]  | Tableau |
| 6  | 17/01/2022 | Australian Open Melbourne                             | G. Chelem | NC          | Dur (ext.)   | Barbora Krejčíková Kateřina Siniaková         | Anna Danilina Beatriz Haddad Maia        | 63-7, 6-4, 6-4     | Tableau |
| 7  | 07/02/2022 | St Petersburg Ladies Trophy Saint-Pétersbourg         | WTA 500   | 703 580 $   | Dur (int.)   | Anna Kalinskaya Catherine McNally             | Alicja Rosolska Erin Routliffe           | 6-3, 65-7, [10-4]  | Tableau |
| 8  | 14/02/2022 | Dubaï Duty Free Tennis Championships Dubaï            | WTA 500   | 703 580 $   | Dur (ext.)   | Veronika Kudermetova Elise Mertens            | Lyudmyla Kichenok Jeļena Ostapenko       | 6-1, 6-3           | Tableau |
| 9  | 20/02/2022 | Qatar TotalEnergies Open Doha                         | WTA 1000  | 2 331 698 $ | Dur (ext.)   | Cori Gauff Jessica Pegula                     | Veronika Kudermetova Elise Mertens       | 3-6, 7-5, [10-5]   | Tableau |
| 10 | 21/02/2022 | Abierto Akron Zapopan Guadalajara                     | WTA 250   | 239 477 $   | Dur (ext.)   | Kaitlyn Christian Lidziya Marozava            | Wang Xinyu Zhu Lin                       | 7-5, 6-3           | Tableau |
| 11 | 28/02/2022 | Abierto GNP Seguros Monterrey                         | WTA 250   | 239 477 $   | Dur (ext.)   | Catherine Harrison Sabrina Santamaria         | Han Xinyun Yana Sizikova                 | 1-6, 7-5, [10-6]   | Tableau |
| 12 | 28/02/2022 | Open 6e sens Métropole de Lyon Lyon                   | WTA 250   | 239 477 $   | Dur (int.)   | Laura Siegemund Vera Zvonareva                | Alicia Barnett Olivia Nicholls           | 7-5, 6-1           | Tableau |
| 13 | 09/03/2022 | BNP Paribas Open Indian Wells                         | WTA 1000  | 8 369 455 $ | Dur (ext.)   | Xu Yifan Yang Zhaoxuan                        | Asia Muhammad Ena Shibahara              | 7-5, 7-64          | Tableau |
| 14 | 22/03/2022 | Miami Open presented by Itaú Miami                    | WTA 1000  | 8 369 455 $ | Dur (ext.)   | Laura Siegemund Vera Zvonareva                | Veronika Kudermetova Elise Mertens       | 7-63, 7-5          | Tableau |
| 15 | 28/03/2022 | AnyTech 365 Andalucia Open Marbella                   | WTA 125   | 115 000 $   | Terre (ext.) | Irina Bara Ekaterine Gorgodze                 | Vivian Heisen Katarzyna Kawa             | 6-4, 3-6, [10-6]   | Tableau |
| 16 | 04/04/2022 | Credit One Charleston Open Charleston                 | WTA 500   | 888 636 $   | Terre (ext.) | Andreja Klepač Magda Linette                  | Lucie Hradecká Sania Mirza               | 6-2, 4-6, [10-7]   | Tableau |
| 17 | 04/04/2022 | Copa Colsanitas presentado por Zurich Bogota          | WTA 250   | 239 477 $   | Terre (ext.) | Astra Sharma Aldila Sutjiadi                  | Emina Bektas Tara Moore                  | 4-6, 6-4, [11-9]   | Tableau |
| 18 | 18/04/2022 | Porsche Tennis Grand Prix Stuttgart                   | WTA 500   | 757 900 $   | Terre (int.) | Desirae Krawczyk Demi Schuurs                 | Cori Gauff Zhang Shuai                   | 6-3, 6-4           | Tableau |
| 19 | 18/04/2022 | TEB BNP Paribas Tennis Championship Istanbul Istanbul | WTA 250   | 239 477 $   | Terre (ext.) | Marie Bouzková Sara Sorribes Tormo            | Natela Dzalamidze Kamilla Rakhimova      | 6-3, 6-4           | Tableau |
| 20 | 28/04/2022 | Mutua Madrid Open Madrid                              | WTA 1000  | 6 575 560 $ | Terre (ext.) | Gabriela Dabrowski Giuliana Olmos             | Desirae Krawczyk Demi Schuurs            | 7-61, 5-7, [10-7]  | Tableau |
| 21 | 02/05/2022 | Open 35 de Saint-Malo Saint-Malo                      | WTA 125   | 115 000 $   | Terre (ext.) | Eri Hozumi Makoto Ninomiya                    | Estelle Cascino Jessika Ponchet          | 7-61, 6-1          | Tableau |
| 22 | 09/05/2022 | Trophée Lagardère Paris                               | WTA 125   | 115 000 $   | Terre (ext.) | Beatriz Haddad Maia Kristina Mladenovic       | Oksana Kalashnikova Miyu Kato            | 5-7, 6-4, [10-4]   | Tableau |
| 23 | 09/05/2022 | Internazionali BNL d'Italia Rome                      | WTA 1000  | 2 527 250 $ | Terre (ext.) | Veronika Kudermetova Anastasia Pavlyuchenkova | Gabriela Dabrowski Giuliana Olmos        | 1-6, 6-4, [10-7]   | Tableau |
| 24 | 10/05/2022 | Karlsruhe Open Karlsruhe                              | WTA 125   | 115 000 $   | Terre (ext.) | Mayar Sherif Panna Udvardy                    | Yana Sizikova Alison Van Uytvanck        | 5-7, 6-4, [10-2]   | Tableau |
| 25 | 15/05/2022 | Internationaux de Strasbourg Strasbourg               | WTA 250   | 251 750 $   | Terre (ext.) | Nicole Melichar-Martinez Daria Saville        | Lucie Hradecká Sania Mirza               | 5-7, 7-5, [10-6]   | Tableau |
| 26 | 15/05/2022 | Grand Prix SAR La Princesse Lalla Meryem Rabat        | WTA 250   | 251 750 $   | Terre (ext.) | Eri Hozumi Makoto Ninomiya                    | Monica Niculescu Alexandra Panova        | 67-7, 6-3, [10-8]  | Tableau |
| 27 | 22/05/2022 | Roland-Garros Paris                                   | G. Chelem | NC          | Terre (ext.) | Caroline Garcia Kristina Mladenovic           | Coco Gauff Jessica Pegula                | 2-6, 6-3, 6-2      | Tableau |
| 28 | 31/05/2022 | Makarska International Championships Makarska         | WTA 125   | 115 000 $   | Terre (ext.) | Dalila Jakupović Tena Lukas                   | Olga Danilović Aleksandra Krunić         | 5-7, 6-2, [10-5]   | Tableau |
| 29 | 06/06/2022 | BBVA Open Internacional de Valencia Valence           | WTA 125   | 115 000 $   | Terre (ext.) | Aliona Bolsova Rebeka Masarova                | Alexandra Panova Arantxa Rus             | 6-0, 6-3           | Tableau |
| 30 | 06/06/2022 | Libema Open Bois-le-Duc                               | WTA 250   | 251 750 $   | Gazon (ext.) | Ellen Perez Tamara Zidanšek                   | Veronika Kudermetova Elise Mertens       | 6-3, 5-7, [12-10]  | Tableau |
| 31 | 06/06/2022 | Rothesay Open Nottingham Nottingham                   | WTA 250   | 251 750 $   | Gazon (ext.) | Beatriz Haddad Maia Zhang Shuai               | Caroline Dolehide Monica Niculescu       | 7-62, 6-3          | Tableau |
| 32 | 13/06/2022 | Rothesay Classic Birmingham Birmingham                | WTA 250   | 251 750 $   | Gazon (ext.) | Lyudmyla Kichenok Jeļena Ostapenko            | Elise Mertens Zhang Shuai                | Forfait            | Tableau |
| 33 | 13/06/2022 | Bett1Open Berlin                                      | WTA 500   | 757 900 $   | Gazon (ext.) | Storm Sanders Kateřina Siniaková              | Alizé Cornet Jil Teichmann               | 6-4, 6-3           | Tableau |
| 34 | 13/06/2022 | Veneto Open Internazionali Gaiba                      | WTA 125   | 115 000 $   | Gazon (ext.) | Madison Brengle Claire Liu                    | Vitalia Diatchenko Oksana Kalashnikova   | 6-4, 6-3           | Tableau |
| 35 | 19/06/2022 | Rothesay International Eastbourne Eastbourne          | WTA 500   | 757 900 $   | Gazon (ext.) | Aleksandra Krunić Magda Linette               | Lyudmyla Kichenok Jeļena Ostapenko       | Forfait            | Tableau |
| 36 | 19/06/2022 | Bad Homburg Open by Engel & Völkers Bad Homburg       | WTA 250   | 251 750 $   | Gazon (ext.) | Eri Hozumi Makoto Ninomiya                    | Alicja Rosolska Erin Routliffe           | 6-4, 65-7, [10-5]  | Tableau |
| 37 | 27/06/2022 | The Championships Wimbledon                           | G. Chelem | NC          | Gazon (ext.) | Barbora Krejčíková Kateřina Siniaková         | Elise Mertens Zhang Shuai                | 6-2, 6-4           | Tableau |
| 38 | 04/07/2022 | Nordea Open Båstad                                    | WTA 125   | 115 000 $   | Terre (ext.) | Misaki Doi Rebecca Peterson                   | Mihaela Buzărnescu Irina Khromacheva     | Forfait            | Tableau |
| 39 | 04/07/2022 | Grand Est Open 88 Contrexéville                       | WTA 125   | 115 000 $   | Terre (ext.) | Ulrikke Eikeri Tereza Mihalíková              | Han Xinyun Alexandra Panova              | 7-68, 6-2          | Tableau |
| 40 | 11/07/2022 | Ladies Open Lausanne Lausanne                         | WTA 250   | 251 750 $   | Terre (ext.) | Olga Danilović Kristina Mladenovic            | Ulrikke Eikeri Tamara Zidanšek           | Forfait            | Tableau |
| 41 | 11/07/2022 | Hungarian Grand Prix Budapest                         | WTA 250   | 251 750 $   | Terre (ext.) | Ekaterine Gorgodze Oksana Kalashnikova        | Katarzyna Piter Kimberley Zimmermann     | 1-6, 6-4, [10-6]   | Tableau |
| 42 | 17/07/2022 | Hamburg European Open Hambourg                        | WTA 250   | 251 750 $   | Terre (ext.) | Sophie Chang Angela Kulikov                   | Miyu Kato Aldila Sutjiadi                | 6-3, 4-6, [10-6]   | Tableau |
| 43 | 18/07/2022 | 33rd Palermo Ladies Open Palerme                      | WTA 250   | 251 750 $   | Terre (ext.) | Anna Bondár Kimberley Zimmermann              | Amina Anshba Panna Udvardy               | 6-3, 6-2           | Tableau |
| 44 | 25/07/2022 | BNP Paribas Poland Open Varsovie                      | WTA 250   | 251 750 $   | Terre (ext.) | Anna Danilina Anna-Lena Friedsam              | Katarzyna Kawa Alicja Rosolska           | 6-4, 5-7, [10-5]   | Tableau |
| 45 | 25/07/2022 | Livesport Prague Open 2022 Prague                     | WTA 250   | 251 750 $   | Dur (ext.)   | Anastasia Potapova Yana Sizikova              | Angelina Gabueva Anastasia Zakharova     | 6-3, 6-4           | Tableau |
| 46 | 01/08/2022 | BCR Iași Open Iași                                    | WTA 125   | 115 000 $   | Terre (ext.) | Darya Astakhova Andreea Roșca                 | Réka Luca Jani Panna Udvardy             | 7-5, 5-7, [10-7]   | Tableau |
| 47 | 01/08/2022 | Mubadala Silicon Valley Classic San José              | WTA 500   | 757 900 $   | Dur (ext.)   | Xu Yifan Yang Zhaoxuan                        | Shuko Aoyama Chan Hao-ching              | 7-5, 6-0           | Tableau |
| 48 | 01/08/2022 | Citi Open Washington                                  | WTA 250   | 251 750 $   | Dur (ext.)   | Jessica Pegula Erin Routliffe                 | Anna Kalinskaya Catherine McNally        | 6-3, 5-7, [12-10]  | Tableau |
| 49 | 08/08/2022 | Thoreau Tennis Open 125 Concord                       | WTA 125   | 115 000 $   | Dur (ext.)   | Varvara Flink Coco Vandeweghe                 | Peangtarn Plipuech Moyuka Uchijima       | 6-3, 7-63          | Tableau |
| 50 | 08/08/2022 | National Bank Open Presented by Rogers Toronto        | WTA 1000  | 2 527 250 $ | Dur (ext.)   | Coco Gauff Jessica Pegula                     | Nicole Melichar Ellen Perez              | 6-4, 65-7, [10-5]  | Tableau |
| 51 | 14/08/2022 | Odlum Brown VanOpen Vancouver                         | WTA 125   | 115 000 $   | Dur (ext.)   | Miyu Kato Asia Muhammad                       | Tímea Babos Angela Kulikov               | 6-3, 7-5           | Tableau |
| 52 | 15/08/2022 | Western & Southern Open Cincinnati                    | WTA 1000  | 2 527 250 $ | Dur (ext.)   | Lyudmyla Kichenok Jeļena Ostapenko            | Nicole Melichar Ellen Perez              | 7-65, 6-3          | Tableau |
| 53 | 21/08/2022 | Tennis in the Land Cleveland                          | WTA 250   | 251 750 $   | Dur (ext.)   | Nicole Melichar-Martinez Ellen Perez          | Anna Danilina Aleksandra Krunić          | 7-5, 6-3           | Tableau |
| 54 | 21/08/2022 | Championnats Banque Nationale de Granby Granby        | WTA 250   | 251 750 $   | Dur (ext.)   | Alicia Barnett Olivia Nicholls                | Harriet Dart Rosalie van der Hoek        | 5-7, 6-3, [10-1]   | Tableau |
| 55 | 29/08/2022 | US Open Flushing Meadows                              | G. Chelem | NC          | Dur (ext.)   | Barbora Krejčíková Kateřina Siniaková         | Caty McNally Taylor Townsend             | 3-6, 7-5, 6-1      | Tableau |
| 56 | 05/09/2022 | Open delle Puglie Bari                                | WTA 125   | 115 000 $   | Terre (ext.) | Elisabetta Cocciaretto Olga Danilović         | Andrea Gámiz Eva Vedder                  | 6-2, 6-3           | Tableau |
| 57 | 12/09/2022 | Zavarovalnica Sava Portorož Portorož                  | WTA 250   | 251 750 $   | Dur (ext.)   | Marta Kostyuk Tereza Martincová               | Cristina Bucșa Tereza Mihalíková         | 6-4, 6-0           | Tableau |
| 58 | 12/09/2022 | Chennai Open Chennai                                  | WTA 250   | 251 750 $   | Dur (ext.)   | Gabriela Dabrowski Luisa Stefani              | Anna Blinkova Natela Dzalamidze          | 6-1, 6-2           | Tableau |
| 59 | 12/09/2022 | Tiriac Foundation Trophy Bucarest                     | WTA 125   | 115 000 $   | Terre (ext.) | Aliona Bolsova Andrea Gámiz                   | Réka Luca Jani Panna Udvardy             | 7-5, 6-3           | Tableau |
| 60 | 19/09/2022 | Budapest Open 125 Budapest                            | WTA 125   | 115 000 $   | Terre (ext.) | Anna Bondár Kimberley Zimmermann              | Jesika Malečková Renata Voráčová         | 6-3, 2-6, [10-5]   | Tableau |
| 61 | 19/09/2022 | Toray Pan Pacific Open Tokyo                          | WTA 500   | 757 900 $   | Dur (ext.)   | Gabriela Dabrowski Giuliana Olmos             | Nicole Melichar-Martinez Ellen Perez     | 6-4, 6-4           | Tableau |
| 62 | 19/09/2022 | Hana Bank Korea Open Séoul                            | WTA 250   | 251 750 $   | Dur (ext.)   | Kristina Mladenovic Yanina Wickmayer          | Asia Muhammad Sabrina Santamaria         | 6-3, 6-2           | Tableau |
| 63 | 26/09/2022 | Parma Ladies Open Parme                               | WTA 250   | 251 750 $   | Terre (ext.) | Anastasia Dețiuc Miriam Kolodziejová          | Arantxa Rus Tamara Zidanšek              | 1-6, 6-3, [10-8]   | Tableau |
| 64 | 26/09/2022 | Tallinn Open Tallinn                                  | WTA 250   | 251 750 $   | Dur (int.)   | Lyudmyla Kichenok Nadiia Kichenok             | Nicole Melichar-Martinez Laura Siegemund | 7-5, 4-6, [10-7]   | Tableau |
| 65 | 03/10/2022 | Agel Open 2022 Ostrava                                | WTA 500   | 757 900 $   | Dur (int.)   | Caty McNally Alycia Parks                     | Alicja Rosolska Erin Routliffe           | 6-3, 6-2           | Tableau |
| 66 | 03/10/2022 | Jasmin Open Monastir Monastir                         | WTA 250   | 251 750 $   | Dur (ext.)   | Kristina Mladenovic Kateřina Siniaková        | Miyu Kato Angela Kulikov                 | 6-2, 6-0           | Tableau |
| 67 | 10/10/2022 | San Diego Open San Diego                              | WTA 500   | 757 900 $   | Dur (ext.)   | Coco Gauff Jessica Pegula                     | Gabriela Dabrowski Giuliana Olmos        | 1-6, 7-5, [10-4]   | Tableau |
| 68 | 10/10/2022 | Transylvania Open Cluj-Napoca                         | WTA 250   | 251 750 $   | Dur (int.)   | Kirsten Flipkens Laura Siegemund              | Kamilla Rakhimova Yana Sizikova          | 6-3, 7-5           | Tableau |
| 69 | 17/10/2022 | Guadalajara Open Akron Guadalajara                    | WTA 1000  | 2 527 250 $ | Dur (int.)   | Storm Sanders Luisa Stefani                   | Anna Danilina Beatriz Haddad Maia        | 7-64, 62-7, [10-8] | Tableau |
| 70 | 17/10/2022 | Open de Rouen Capfinances Rouen                       | WTA 125   | 115 000 $   | Dur (int.)   | Natela Dzalamidze Kamilla Rakhimova           | Misaki Doi Oksana Kalashnikova           | 6-2, 7-5           | Tableau |
| 71 | 24/10/2022 | Abierto Tampico Tampico                               | WTA 125   | 115 000 $   | Dur (ext.)   | Tereza Mihalíková Aldila Sutjiadi             | Ashlyn Krueger Elizabeth Mandlik         | 7-5, 6-2           | Tableau |
| 72 | 31/10/2022 | Dow Tennis Classic Midland                            | WTA 125   | 115 000 $   | Dur (int.)   | Asia Muhammad Alycia Parks                    | Anna-Lena Friedsam Nadiia Kichenok       | 6-2, 6-3           | Tableau |
| 73 | 31/10/2022 | WTA Finals Fort Worth Fort Worth                      | Masters   | 5 000 000 $ | Dur (ext.)   | Veronika Kudermetova Elise Mertens            | Barbora Krejčíková Kateřina Siniaková    | 6-2, 4-6, [11-9]   | Tableau |
| 74 | 07/11/2022 | LP Chile Colina Open Colina                           | WTA 125   | 115 000 $   | Terre (ext.) | Yana Sizikova Aldila Sutjiadi                 | Mayar Sherif Tamara Zidanšek             | 6-1, 3-6, [10-7]   | Tableau |
| 75 | 15/11/2022 | Buenos Aires Open Buenos Aires                        | WTA 125   | 115 000 $   | Terre (ext.) | Irina Bara Sara Errani                        | Jang Su-jeong You Xiaodi                 | 6-1, 7-5           | Tableau |
| 76 | 22/11/2022 | Montevideo Open Montevideo                            | WTA 125   | 115 000 $   | Terre (ext.) | Ingrid Gamarra Martins Luisa Stefani          | Quinn Gleason Elixane Lechemia           | 7-5, 66-7, [10-6]  | Tableau |
| 77 | 28/11/2022 | Crèdit Andorrà Open Andorre-la-Vieille                | WTA 125   | 115 000 $   | Dur (int.)   | Cristina Bucșa Weronika Falkowska             | Angelina Gabueva Anastasia Zakharova     | 7-64, 6-1          | Tableau |
| 78 | 05/12/2022 | Open Angers Arena Loire Angers                        | WTA 125   | 115 000 $   | Dur (int.)   | Alycia Parks Zhang Shuai                      | Miriam Kolodziejová Markéta Vondroušová  | 6-2, 6-2           | Tableau |
| 79 | 11/12/2022 | Open BLS de Limoges Limoges                           | WTA 125   | 115 000 $   | Dur (int.)   | Oksana Kalashnikova Marta Kostyuk             | Alicia Barnett Olivia Nicholls           | 7-5, 6-1           | Tableau |

### Double mixte
| No | Date       | Nom et lieu du tournoi      | Catégorie | Dotation    | Surface      | Vainqueures                    | Finalistes                              | Score            |         |
| -- | ---------- | --------------------------- | --------- | ----------- | ------------ | ------------------------------ | --------------------------------------- | ---------------- | ------- |
| 1  | 17/01/2022 | Australian Open Melbourne   | G. Chelem | 682 000 AU$ | Dur (ext.)   | Kristina Mladenovic Ivan Dodig | Jaimee Fourlis Jason Kubler             | 6-3, 6-4         | Tableau |
| 2  | 25/05/2022 | Roland-Garros Paris         | G. Chelem | 475 000 €   | Terre (ext.) | Ena Shibahara Wesley Koolhof   | Ulrikke Eikeri Joran Vliegen            | 7-65, 6-2        | Tableau |
| 3  | 01/07/2022 | The Championships Wimbledon | G. Chelem | 432 000 £   | Gazon (ext.) | Desirae Krawczyk Neal Skupski  | Samantha Stosur Matthew Ebden           | 6-4, 6-3         | Tableau |
| 4  | 29/08/2022 | US Open Flushing Meadows    | G. Chelem | 667 700 $   | Dur (ext.)   | Storm Sanders John Peers       | Kirsten Flipkens Édouard Roger-Vasselin | 4-6, 6-4, [10-7] | Tableau |

## Coupe Billie Jean King
La phase finale se déroule du 8 novembre 2022 au 13 novembre 2022. En finale, l'équipe de Suisse s'impose face à l'équipe d'Australie.
| Suisse – Australie : 2-0 13 novembre 2022 |                              |                               |               |
| 1                                         | Jil Teichmann                | Storm Sanders                 | 6-3, 4-6, 6-3 |
| 1                                         | Belinda Bencic               | Ajla Tomljanović              | 6-2, 6-1      |
| 1                                         | Belinda Bencic Jil Teichmann | Storm Sanders Samantha Stosur | Non joué      |

## Informations statistiques

### En simple

#### Joueuses titrées
| Joueuse                | Nombre | Titres                                                                        | GC | MS | 1000 | 500 | 250 | 125 |
| ---------------------- | ------ | ----------------------------------------------------------------------------- | -- | -- | ---- | --- | --- | --- |
| Iga Świątek            | 8      | Doha, Indian Wells, Miami, Stuttgart, Rome, Roland-Garros, US Open, San Diego | 2  |    | 4    | 2   |     |     |
| Caroline Garcia        | 4      | Bad Homburg, Varsovie, Cincinnati, Masters                                    |    | 1  | 1    |     | 2   |     |
| Mayar Sherif           | 4      | Marbella, Karlsruhe, Parme, Colina                                            |    |    |      |     | 1   | 3   |
| Liudmila Samsonova     | 3      | Washington, Cleveland, Tokyo                                                  |    |    |      | 1   | 2   |     |
| Beatriz Haddad Maia    | 3      | Saint-Malo, Nottingham, Birmingham                                            |    |    |      |     | 2   | 1   |
| Ashleigh Barty         | 2      | Adélaïde 1, Open d'Australie                                                  | 1  |    |      | 1   |     |     |
| Ons Jabeur             | 2      | Madrid, Berlin                                                                |    |    | 1    | 1   |     |     |
| Simona Halep           | 2      | Melbourne 1, Toronto                                                          |    |    | 1    |     | 1   |     |
| Daria Kasatkina        | 2      | San José, Granby                                                              |    |    |      | 1   | 1   |     |
| Barbora Krejčíková     | 2      | Tallinn, Ostrava                                                              |    |    |      | 1   | 1   |     |
| Ekaterina Alexandrova  | 2      | Bois-le-Duc, Séoul                                                            |    |    |      |     | 2   |     |
| Bernarda Pera          | 2      | Budapest I, Hambourg                                                          |    |    |      |     | 2   |     |
| Irina-Camelia Begu     | 2      | Palerme, Bucarest                                                             |    |    |      |     | 1   | 1   |
| Alycia Parks           | 2      | Andorre, Angers                                                               |    |    |      |     |     | 2   |
| Elena Rybakina         | 1      | Wimbledon                                                                     | 1  |    |      |     |     |     |
| Jessica Pegula         | 1      | Guadalajara                                                                   |    |    | 1    |     |     |     |
| Paula Badosa           | 1      | Sydney                                                                        |    |    |      | 1   |     |     |
| Belinda Bencic         | 1      | Charleston                                                                    |    |    |      | 1   |     |     |
| Anett Kontaveit        | 1      | Saint-Pétersbourg                                                             |    |    |      | 1   |     |     |
| Petra Kvitová          | 1      | Eastbourne                                                                    |    |    |      | 1   |     |     |
| Jeļena Ostapenko       | 1      | Dubaï                                                                         |    |    |      | 1   |     |     |
| Amanda Anisimova       | 1      | Melbourne 2                                                                   |    |    |      |     | 1   |     |
| Anna Blinkova          | 1      | Cluj                                                                          |    |    |      |     | 1   |     |
| Marie Bouzková         | 1      | Prague                                                                        |    |    |      |     | 1   |     |
| Leylah Fernandez       | 1      | Monterrey                                                                     |    |    |      |     | 1   |     |
| Linda Fruhvirtová      | 1      | Chennai                                                                       |    |    |      |     | 1   |     |
| Angelique Kerber       | 1      | Strasbourg                                                                    |    |    |      |     | 1   |     |
| Madison Keys           | 1      | Adélaïde 2                                                                    |    |    |      |     | 1   |     |
| Tatjana Maria          | 1      | Bogota                                                                        |    |    |      |     | 1   |     |
| Petra Martić           | 1      | Lausanne                                                                      |    |    |      |     | 1   |     |
| Elise Mertens          | 1      | Monastir                                                                      |    |    |      |     | 1   |     |
| Anastasia Potapova     | 1      | Istanbul                                                                      |    |    |      |     | 1   |     |
| Kateřina Siniaková     | 1      | Portorož                                                                      |    |    |      |     | 1   |     |
| Sloane Stephens        | 1      | Zapopan                                                                       |    |    |      |     | 1   |     |
| Martina Trevisan       | 1      | Rabat                                                                         |    |    |      |     | 1   |     |
| Zhang Shuai            | 1      | Lyon                                                                          |    |    |      |     | 1   |     |
| Ana Bogdan             | 1      | Iași                                                                          |    |    |      |     |     | 1   |
| Elisabetta Cocciaretto | 1      | Tampico                                                                       |    |    |      |     |     | 1   |
| Sara Errani            | 1      | Contrexéville                                                                 |    |    |      |     |     | 1   |
| Julia Grabher          | 1      | Bari                                                                          |    |    |      |     |     | 1   |
| V. Grammatikopoúlou    | 1      | Vancouver                                                                     |    |    |      |     |     | 1   |
| Anhelina Kalinina      | 1      | Limoges                                                                       |    |    |      |     |     | 1   |
| Tamara Korpatsch       | 1      | Budapest II                                                                   |    |    |      |     |     | 1   |
| Claire Liu             | 1      | Paris Racing                                                                  |    |    |      |     |     | 1   |
| Caty McNally           | 1      | Midland                                                                       |    |    |      |     |     | 1   |
| Jule Niemeier          | 1      | Makarska                                                                      |    |    |      |     |     | 1   |
| Diana Shnaider         | 1      | Montevideo                                                                    |    |    |      |     |     | 1   |
| Jang Su-jeong          | 1      | Båstad                                                                        |    |    |      |     |     | 1   |
| Panna Udvardy          | 1      | Buenos Aires                                                                  |    |    |      |     |     | 1   |
| Coco Vandeweghe        | 1      | Concord                                                                       |    |    |      |     |     | 1   |
| Alison Van Uytvanck    | 1      | Gaiba                                                                         |    |    |      |     |     | 1   |
| Maryna Zanevska        | 1      | Rouen                                                                         |    |    |      |     |     | 1   |
| Zheng Qinwen           | 1      | Valence                                                                       |    |    |      |     |     | 1   |
| Total                  | 79     |                                                                               | 4  | 1  | 8    | 12  | 30  | 24  |

#### Premiers titres en carrière
| Joueuse                                          | Début de carrière | Premier titre |
| ------------------------------------------------ | ----------------- | ------------- |
| Ana Bogdan                                       | 2007              | Washington    |
| Marie Bouzková*                                  | 2014              | Prague        |
| Elisabetta Cocciaretto*                          | 2018              | Tampico       |
| Linda Fruhvirtová                                | 2020              | Chennai       |
| Julia Grabher                                    | 2014              | Bari          |
| V. Grammatikopoulou                              | 2011              | Vancouver     |
| Anhelina Kalinina                                | 2014              | Limoges       |
| Tamara Korpatsch                                 | 2013              | Budapest II   |
| Claire Liu                                       | 2017              | Paris         |
| Caty McNally*                                    | 2017              | Midland       |
| Jule Niemeier                                    | 2016              | Makarska      |
| Alycia Parks*                                    | 2019              | Andorre       |
| Bernarda Pera                                    | 2012              | Budapest      |
| Anastasia Potapova*                              | 2017              | Istanbul      |
| Zheng Qinwen                                     | 2019              | Valence       |
| Diana Shnaider                                   | 2021              | Montevideo    |
| Jang Su-jeong                                    | 2011              | Båstad        |
| Martina Trevisan                                 | 2009              | Rabat         |
| Panna Udvardy*                                   | 2016              | Buenos Aires  |
| * Joueuse ayant déjà remporté un titre en double |                   |               |

#### Titres par surface et par nation
| Pays         | Total | Nombre par surface | Nombre par surface | Nombre par surface | Titre(s) |
| Pays         | Total | Dur                | Terre              | Gazon              | Titre(s) |
| ------------ | ----- | ------------------ | ------------------ | ------------------ | --- |
| États-Unis   | 11    | 8                  | 3                  | 0                  | Melbourne 2, Adélaïde 2, Zapopan, Paris Racing, Budapest I, Hambourg, Concord, Guadalajara, Midland, Andorre, Angers |
| Neutre       | 10    | 7                  | 2                  | 1                  | Istanbul, Bois-le-Duc, San José, Washington, Cleveland, Granby, Tokyo, Séoul, Cluj, Montevideo                       |
| Pologne      | 8     | 6                  | 2                  | 0                  | Doha, Indian Wells, Miami, Stuttgart, Rome, Roland-Garros, US Open, San Diego                                        |
| Tchéquie     | 6     | 5                  | 0                  | 1                  | Eastbourne, Prague, Portorož, Chennai, Tallinn, Ostrava                                                              |
| Roumanie     | 5     | 2                  | 3                  | 0                  | Melbourne 1, Palerme, Iași, Toronto, Bucarest                                                                        |
| Allemagne    | 4     | 0                  | 4                  | 0                  | Bogota, Strasbourg, Makarska, Budapest II                                                                            |
| Égypte       | 4     | 0                  | 4                  | 0                  | Marbella, Karlsruhe, Parme, Colina                                                                                   |
| France       | 4     | 2                  | 1                  | 1                  | Bad Homburg, Varsovie, Cincinnati, Masters                                                                           |
| Belgique     | 3     | 1                  | 0                  | 1                  | Gaiba, Monastir, Rouen                                                                                               |
| Brésil       | 3     | 0                  | 1                  | 2                  | St-Malo, Nottingham, Birmingham                                                                                      |
| Italie       | 3     | 1                  | 2                  | 0                  | Rabat, Contrexéville, Tampico                                                                                        |
| Australie    | 2     | 2                  | 0                  | 0                  | Adélaïde 1, Open d'Australie                                                                                         |
| Chine        | 2     | 1                  | 1                  | 0                  | Lyon, Valence |
| Tunisie      | 2     | 0                  | 1                  | 1                  | Madrid, Berlin |
| Autriche     | 1     | 0                  | 1                  | 0                  | Bari |
| Canada       | 1     | 1                  | 0                  | 0                  | Monterrey |
| Corée du Sud | 1     | 0                  | 1                  | 0                  | Båstad |
| Croatie      | 1     | 0                  | 1                  | 0                  | Lausanne |
| Espagne      | 1     | 1                  | 0                  | 0                  | Sydney |
| Estonie      | 1     | 1                  | 0                  | 0                  | Saint-Pétersbourg |
| Grèce        | 1     | 1                  | 0                  | 0                  | Vancouver |
| Hongrie      | 1     | 0                  | 1                  | 0                  | Buenos Aires |
| Kazakhstan   | 1     | 0                  | 0                  | 1                  | Wimbledon |
| Lettonie     | 1     | 1                  | 0                  | 0                  | Dubaï |
| Suisse       | 1     | 0                  | 1                  | 0                  | Charleston |
| Ukraine      | 1     | 1                  | 0                  | 0                  | Limoges |
| Total        | 79    | 42                 | 29                 | 8                  | |

### En double

#### Joueuses titrées
| Joueuse                  | Nombre | Titres                                                              | GC | MS | 1000 | 500 | 250 | 125 |
| ------------------------ | ------ | ------------------------------------------------------------------- | -- | -- | ---- | --- | --- | --- |
| Kateřina Siniaková       | 6      | Melbourne 2, Open d'Australie, Berlin, Wimbledon, US Open, Monastir | 3  |    |      | 1   | 2   |     |
| Kristina Mladenovic      | 5      | Paris-Racing, Roland-Garros, Lausanne, Séoul, Monastir              | 1  |    |      |     | 3   | 1   |
| Jessica Pegula           | 5      | Melbourne 1, Doha, Washington, Toronto, San Diego                   |    |    | 2    | 1   | 2   |     |
| Eri Hozumi               | 4      | Adélaïde 2, Saint-Malo, Rabat, Bad Homburg                          |    |    |      |     | 3   | 1   |
| Makoto Ninomiya          | 4      | Adélaïde 2, Saint-Malo, Rabat, Bad Homburg                          |    |    |      |     | 3   | 1   |
| Barbora Krejčíková       | 3      | Open d'Australie, Wimbledon, US Open                                | 3  |    |      |     |     |     |
| Veronika Kudermetova     | 3      | Dubaï, Rome, Masters                                                |    | 1  | 1    | 1   |     |     |
| Cori Gauff               | 3      | Doha, Toronto, San Diego                                            |    |    | 2    | 1   |     |     |
| Storm Sanders            | 3      | Adélaïde 1, Berlin, Guadalajara                                     |    |    | 1    | 2   |     |     |
| Gabriela Dabrowski       | 3      | Madrid, Chennai, Tokyo                                              |    |    | 1    | 1   | 1   |     |
| Lyudmyla Kichenok        | 3      | Birmingham, Cincinnati, Tallinn                                     |    |    | 1    |     | 2   |     |
| Laura Siegemund          | 3      | Lyon, Miami, Cluj                                                   |    |    | 1    |     | 2   |     |
| Luisa Stefani            | 3      | Chennai, Guadalajara, Montevideo                                    |    |    | 1    |     | 1   | 1   |
| Beatriz Haddad Maia      | 3      | Sydney, Paris-Racing, Nottingham                                    |    |    |      | 1   | 1   | 1   |
| Alycia Parks             | 3      | Ostrava, Midland, Angers                                            |    |    |      | 1   |     | 2   |
| Asia Muhammad            | 3      | Melbourne 1, Vancouver, Midland                                     |    |    |      |     | 1   | 2   |
| Aldila Sutjiadi          | 3      | Bogota, Tampico, Colina                                             |    |    |      |     | 1   | 2   |
| Elise Mertens            | 2      | Dubaï, Masters                                                      |    | 1  |      | 1   |     |     |
| Giuliana Olmos           | 2      | Madrid, Tokyo                                                       |    |    | 1    | 1   |     |     |
| Xu Yifan                 | 2      | Indian Wells, San José                                              |    |    | 1    | 1   |     |     |
| Yang Zhaoxuan            | 2      | Indian Wells, San José                                              |    |    | 1    | 1   |     |     |
| Jeļena Ostapenko         | 2      | Birmingham, Cincinnati                                              |    |    | 1    |     | 1   |     |
| Vera Zvonareva           | 2      | Lyon, Miami                                                         |    |    | 1    |     | 1   |     |
| Magda Linette            | 2      | Charleston, Eastbourne                                              |    |    |      | 2   |     |     |
| Caty McNally             | 2      | Saint-Pétersbourg, Ostrava                                          |    |    |      | 2   |     |     |
| Anna Danilina            | 2      | Sydney, Varsovie                                                    |    |    |      | 1   | 1   |     |
| Nicole Melichar          | 2      | Strasbourg, Cleveland                                               |    |    |      |     | 2   |     |
| Ellen Perez              | 2      | Bois-le-Duc, Cleveland                                              |    |    |      |     | 2   |     |
| Anna Bondár              | 2      | Palerme, Budapest II                                                |    |    |      |     | 1   | 1   |
| Olga Danilović           | 2      | Lausanne, Bari                                                      |    |    |      |     | 1   | 1   |
| Ekaterine Gorgodze       | 2      | Marbella, Budapest I                                                |    |    |      |     | 1   | 1   |
| Oksana Kalashnikova      | 2      | Budapest I, Limoges                                                 |    |    |      |     | 1   | 1   |
| Yana Sizikova            | 2      | Prague, Colina                                                      |    |    |      |     | 1   | 1   |
| Kimberley Zimmermann     | 2      | Palerme, Budapest II                                                |    |    |      |     | 1   | 1   |
| Marta Kostyuk            | 2      | Portoroz, Limoges                                                   |    |    |      |     | 1   | 1   |
| Zhang Shuai              | 2      | Nottingham, Angers                                                  |    |    |      |     | 1   | 1   |
| Irina Bara               | 2      | Marbella, Buenos Aires                                              |    |    |      |     |     | 2   |
| Aliona Bolsova           | 2      | Valence, Bucarest                                                   |    |    |      |     |     | 2   |
| Tereza Mihalíková        | 2      | Contrexéville, Tampico                                              |    |    |      |     |     | 2   |
| Caroline Garcia          | 1      | Roland-Garros                                                       | 1  |    |      |     |     |     |
| Anastasia Pavlyuchenkova | 1      | Rome                                                                |    |    | 1    |     |     |     |
| Ashleigh Barty           | 1      | Adélaïde I                                                          |    |    |      | 1   |     |     |
| Anna Kalinskaya          | 1      | Saint-Pétersbourg                                                   |    |    |      | 1   |     |     |
| Andreja Klepač           | 1      | Charleston                                                          |    |    |      | 1   |     |     |
| Desirae Krawczyk         | 1      | Stuttgart                                                           |    |    |      | 1   |     |     |
| Aleksandra Krunić        | 1      | Eastbourne                                                          |    |    |      | 1   |     |     |
| Demi Schuurs             | 1      | Stuttgart                                                           |    |    |      | 1   |     |     |
| Alicia Barnett           | 1      | Granby                                                              |    |    |      |     | 1   |     |
| Marie Bouzková           | 1      | Istanbul                                                            |    |    |      |     | 1   |     |
| Sophie Chang             | 1      | Hambourg                                                            |    |    |      |     | 1   |     |
| Kaitlyn Christian        | 1      | Zapopan                                                             |    |    |      |     | 1   |     |
| Anastasia Dețiuc         | 1      | Parme                                                               |    |    |      |     | 1   |     |
| Kirsten Flipkens         | 1      | Cluj                                                                |    |    |      |     | 1   |     |
| Anna-Lena Friedsam       | 1      | Varsovie                                                            |    |    |      |     | 1   |     |
| Catherine Harrison       | 1      | Monterrey                                                           |    |    |      |     | 1   |     |
| Nadiia Kichenok          | 1      | Tallinn                                                             |    |    |      |     | 1   |     |
| Miriam Kolodziejová      | 1      | Parme                                                               |    |    |      |     | 1   |     |
| Angela Kulikov           | 1      | Hambourg                                                            |    |    |      |     | 1   |     |
| Lidziya Marozava         | 1      | Zapopan                                                             |    |    |      |     | 1   |     |
| Tereza Martincová        | 1      | Portorož                                                            |    |    |      |     | 1   |     |
| Olivia Nicholls          | 1      | Granby                                                              |    |    |      |     | 1   |     |
| Bernarda Pera            | 1      | Melbourne II                                                        |    |    |      |     | 1   |     |
| Anastasia Potapova       | 1      | Prague                                                              |    |    |      |     | 1   |     |
| Erin Routliffe           | 1      | Washington                                                          |    |    |      |     | 1   |     |
| Sabrina Santamaria       | 1      | Monterrey                                                           |    |    |      |     | 1   |     |
| Daria Saville            | 1      | Strasbourg                                                          |    |    |      |     | 1   |     |
| Astra Sharma             | 1      | Bogota                                                              |    |    |      |     | 1   |     |
| Sara Sorribes Tormo      | 1      | Istanbul                                                            |    |    |      |     | 1   |     |
| Yanina Wickmayer         | 1      | Séoul                                                               |    |    |      |     | 1   |     |
| Tamara Zidanšek          | 1      | Bois-le-Duc                                                         |    |    |      |     | 1   |     |
| Darya Astakhova          | 1      | Iași                                                                |    |    |      |     |     | 1   |
| Madison Brengle          | 1      | Gaiba                                                               |    |    |      |     |     | 1   |
| Cristina Bucșa           | 1      | Andorre-la-Vieille                                                  |    |    |      |     |     | 1   |
| Elisabetta Cocciaretto   | 1      | Bari                                                                |    |    |      |     |     | 1   |
| Misaki Doi               | 1      | Båstad                                                              |    |    |      |     |     | 1   |
| Natela Dzalamidze        | 1      | Rouen                                                               |    |    |      |     |     | 1   |
| Ulrikke Eikeri           | 1      | Contrexéville                                                       |    |    |      |     |     | 1   |
| Sara Errani              | 1      | Buenos Aires                                                        |    |    |      |     |     | 1   |
| Weronika Falkowska       | 1      | Andorre-la-Vieille                                                  |    |    |      |     |     | 1   |
| Varvara Flink            | 1      | Concord                                                             |    |    |      |     |     | 1   |
| Ingrid Gamarra Martins   | 1      | Montevideo                                                          |    |    |      |     |     | 1   |
| Andrea Gámiz             | 1      | Bucarest                                                            |    |    |      |     |     | 1   |
| Dalila Jakupović         | 1      | Makarska                                                            |    |    |      |     |     | 1   |
| Miyu Kato                | 1      | Vancouver                                                           |    |    |      |     |     | 1   |
| Claire Liu               | 1      | Gaiba                                                               |    |    |      |     |     | 1   |
| Tena Lukas               | 1      | Makarska                                                            |    |    |      |     |     | 1   |
| Rebeka Masarova          | 1      | Valence                                                             |    |    |      |     |     | 1   |
| Rebecca Peterson         | 1      | Båstad                                                              |    |    |      |     |     | 1   |
| Kamilla Rakhimova        | 1      | Rouen                                                               |    |    |      |     |     | 1   |
| Andreea Roșca            | 1      | Iași                                                                |    |    |      |     |     | 1   |
| Mayar Sherif             | 1      | Karlsruhe                                                           |    |    |      |     |     | 1   |
| Panna Udvardy            | 1      | Karlsruhe                                                           |    |    |      |     |     | 1   |
| Coco Vandeweghe          | 1      | Concord                                                             |    |    |      |     |     | 1   |
| Total                    | 178    |                                                                     | 8  | 2  | 16   | 24  | 60  | 48  |

#### Premiers titres en carrière
| Joueuse                                          | Début de carrière | Premier titre |
| ------------------------------------------------ | ----------------- | ------------- |
| Darya Astakhova                                  | 2018              | Iași          |
| Alicia Barnett                                   | 2017              | Granby        |
| Anna Bondár*                                     | 2014              | Palerme       |
| Madison Brengle*                                 | 2007              | Gaiba         |
| Sophie Chang                                     | 2017              | Hambourg      |
| Elisabetta Cocciaretto*                          | 2018              | Bari          |
| Anastasia Dețiuc                                 | 2017              | Parme         |
| Weronika Falkowska                               | 2018              | Andorre       |
| Varvara Flink                                    | 2016              | Concord       |
| Ingrid Gamarra Martins                           | 2014              | Montevideo    |
| Andrea Gámiz                                     | 2009              | Bucarest      |
| Catherine Harrison                               | 2011              | Monterrey     |
| Miriam Kolodziejová                              | 2015              | Parme         |
| Marta Kostyuk                                    | 2018              | Portorož      |
| Angela Kulikov                                   | 2019              | Hambourg      |
| Claire Liu                                       | 2017              | Gaiba         |
| Tena Lukas                                       | 2011              | Makarska      |
| Tereza Martincová                                | 2012              | Portorož      |
| Rebeka Masarova                                  | 2016              | Valence       |
| Olivia Nicholls                                  | 2017              | Granby        |
| Alycia Parks                                     | 2019              | Ostrava       |
| Bernarda Pera                                    | 2011              | Melbourne 2   |
| Andreea Roșca                                    | 2016              | Iași          |
| Mayar Sherif*                                    | 2019              | Karlsruhe     |
| Panna Udvardy                                    | 2016              | Karlsruhe     |
| Aldila Sutjiadi                                  | 2017              | Bogota        |
| * Joueuse ayant déjà remporté un titre en simple |                   |               |

#### Titres par nation
| Pays             | Nombre | Titre(s) |
| ---------------- | ------ | --- |
| États-Unis       | 19     | Melbourne 1, Melbourne 2, Saint-Pétersbourg, Doha, Zapopan, Monterrey, Stuttgart, Strasbourg, Gaiba, Hambourg, Washington, Concord, Toronto, Vancouver, Cleveland, Ostrava, San Diego, Midland, Angers |
| Russie           | 9      | Lyon, Miami, Rome, Prague, Iași, Concord, Rouen, Masters, Colina |
| Tchéquie         | 8      | Melbourne 2, Open d'Australie, Berlin, Wimbledon, US Open, Portoroz, Parme, Monastir |
| Australie        | 7      | Adélaïde 1, Bogota, Strasbourg, Bois-le-Duc, Berlin, Cleveland, Guadalajara |
| Belgique         | 6      | Dubaï, Palerme, Budapest II, Séoul, Cluj, Masters |
| Brésil           | 6      | Sydney, Paris-Racing, Nottingham, Chennai, Guadalajara, Montevideo |
| Japon            | 6      | Adélaïde 2, Saint-Malo, Rabat, Bad Homburg, Båstad, Vancouver |
| France           | 5      | Paris-Racing, Roland-Garros, Lausanne, Séoul, Monastir |
| Ukraine          | 5      | Birmingham, Cincinnati, Portoroz, Tallinn, Limoges |
| Allemagne        | 4      | Lyon, Miami, Varsovie, Cluj |
| Chine            | 4      | Indian Wells, Nottingham, San José, Angers |
| Espagne          | 4      | Istanbul, Valence, Bucarest, Andorre |
| Géorgie          | 4      | Marbella, Budapest I, Rouen, Limoges |
| Canada           | 3      | Toronto, Chennai, Tokyo |
| Hongrie          | 3      | Karlsruhe, Palerme, Budapest II |
| Indonésie        | 3      | Bogota, Tampico, Colina |
| Pologne          | 3      | Charleston, Eastbourne, Andorre |
| Roumanie         | 3      | Marbella, Iași, Buenos Aires |
| Serbie           | 3      | Eastbourne, Lausanne, Bari |
| Slovénie         | 3      | Charleston, Makarska, Bois-le-Duc |
| Italie           | 2      | Bari, Buenos Aires |
| Kazakhstan       | 2      | Sydney, Varsovie |
| Lettonie         | 2      | Birmingham, Cincinnati |
| Mexique          | 2      | Toronto, Tokyo |
| Russie           | 2      | Saint-Pétersbourg, Dubaï |
| Slovaquie        | 2      | Contrexéville, Tampico |
| Biélorussie      | 1      | Zapopan |
| Croatie          | 1      | Makarska |
| Égypte           | 1      | Karlsruhe |
| Norvège          | 1      | Contrexéville |
| Nouvelle-Zélande | 1      | Washington |
| Pays-Bas         | 1      | Stuttgart |
| Royaume-Uni      | 1      | Granby |
| Suède            | 1      | Båstad |
| Venezuela        | 1      | Bucarest |

Note : Un titre remporté par une paire du même pays ne compte que pour un titre.

### Retraits du circuit
- Cornelia Lister (10/01/2022)
- Catherine Bellis (19/01/2022)[6]
- Shuai Peng (07/02/2022)[7]
- Kristie Ahn (05/03/2022)[8]
- Ashleigh Barty (23/03/2022)[9]
- Květa Peschke (08/04/2022)[10]
- Kim Clijsters (12/04/2022)[11]
- Laura Robson (16/05/2022)[12]
- Monica Puig (13/06/2022)[13]
- Verónica Cepede Royg (21/06/2022)
- Mandy Minella (22/06/2022)
- Andrea Hlaváčková (28/07/2022)
- Lara Arruabarrena (15/08/2022)[14]
- Risa Ozaki (17/08/2022)
- Christina McHale (24/08/2022)[14]
- Andrea Petkovic (30/08/2022)[15]
- Serena Williams (03/09/2022)[16]
- Kurumi Nara (18/09/2022)[14]
- Katarina Srebotnik (18/09/2022)[17]
- İpek Soylu (25/09/2022)
- Lucie Hradecka (19/10/2022)
- Stefanie Vögele (01/11/2022)
- Paula Kania (11/12/2022)